# Dominanza (genetica)
In genetica si parla di dominanza di un allele su un altro quando, in un individuo eterozigote, solo l'allele dominante si esprime, ossia influenza il fenotipo. Esistono due tipi di dominanza: la dominanza semplice (spiegata per la prima volta da Gregor Mendel nella sua prima legge) e la dominanza incompleta.

## La legge della dominanza
La legge della dominanza rappresenta la prima delle tre leggi deducibili dal lavoro del monaco Gregor Mendel.
La legge si riferisce al rapporto che intercorre tra i diversi alleli che possono esistere di un gene per un dato carattere e al modo con cui essi determinano il fenotipo di un individuo. Essa riguarda in particolare il rapporto di dominanza semplice (o completa) ovvero quella in cui i vari alleli possono essere distinti in dominanti e recessivi. La manifestazione degli alleli dominanti e recessivi può essere osservata solo per i caratteri semplici (mendeliani) codificati da un singolo locus degli organismi diploidi ovvero che possiedono per ogni gene due copie.
Per esempio il carattere colore dei petali nella pianta di pisello dolce (Pisum sativum) è controllato da un gene che esiste in due distinte forme alleliche: P e p. I tre genotipi possibili sono PP, Pp e pp. Il colore del fiore sarà porpora nel caso PP e bianco nel caso pp, indipendentemente dal rapporto di dominanza. Invece il colore dell'eterozigote Pp dipenderà da quale allele è dominante. Nel caso in questione Pp è porpora, dunque l'allele per il colore porpora è dominante; l'allele per il colore bianco sarà invece recessivo.

## Definizioni
- La dominanza semplice può essere considerata quella per cui il fenotipo dell'eterozigote è uguale a quello dell'omozigote dominante (genotipo Pp = fenotipo PP).
- L'allele dominante per un certo carattere è quello che compare nella prima generazione di prole ottenuta dall'incrocio di individui parentali che sono linee pure per quello stesso carattere. Ad esempio incrociando individui PP (petali porpora) con individui pp (petali bianchi) la progenie sarà tutta Pp e manifesterà dei due alleli solo quello dominante (porpora).

## Rapporti fenotipici nella progenie
Le combinazioni alleliche e le loro frequenze in una progenie possono essere previste se si conoscono i genotipi parentali, sfruttando il cosiddetto quadrato di Punnett. Le frequenze delle varie combinazioni possibili sono espresse in termini statistici. Ad esempio, nel caso di due genitori eterozigoti (Pp) statisticamente la progenie sarà per 1/4 PP, per 2/4 Pp e 1/4 pp; (rapporto 1:2:1)
|   | P   | p   |
| P | P P | P p |
| p | P p | p p |

Si avranno quindi, in media e in un campione abbastanza grande, tre individui con petali porpora (PP+2Pp) per ogni individuo con petali bianchi (pp): è il cosiddetto rapporto 3:1.
I risultati per tutti gli altri possibili incroci sono deducibili con lo stesso meccanismo.

## Ereditarietà autosomica dominante

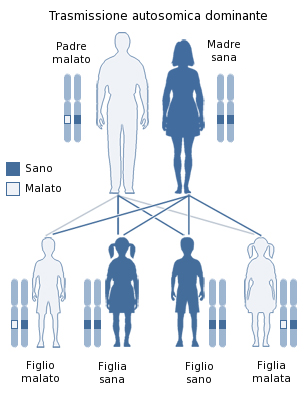
Autodominante

L'ereditarietà di tipo autosomico dominante è una forma di trasmissione di un carattere da un individuo a un altro. Si dice dominante per la prevalenza del fenotipo su altri analoghi.

### Patologia
Una malattia autosomica dominante è una malattia genetica causata dalla forma allelica dominante di un gene difettoso, che giace su un autosoma. Questo tipo di malattia è caratterizzato dal fatto che basta una singola copia dell'allele difettoso per far sì che essa si esprima.
1. un individuo affetto ha almeno un genitore affetto
2. vengono colpiti entrambi i sessi
3. il figlio di un individuo affetto ha la probabilità di 1/2 di essere affetto, se l'altro genitore è sano.

Spesso una malattia autosomica dominante è il risultato di una nuova mutazione verificatasi in uno dei gameti parentali. Un esempio è l'acondroplasia, il cui rischio sembra aumentare con l'età paterna. Perciò la malattia insorge sporadicamente e, se non letale, può essere trasmessa dall'individuo affetto al 50% dei figli sia maschi sia femmine.